# Vaardeburen
Vaardeburen (Fries: Farebuorren) is een gehucht en terp in de gemeente Noardeast-Fryslân, in de Nederlandse provincie Friesland. Vaardeburen ligt ten zuidoosten van het dorp Blija aan de Blijaërvaart. De terp is een archeologisch monument.
Vaardeburen werd in 1474 vermeld als Oeffaerdra buren. In 1511 werd de plaats Faned (Fared) of  Faurd genoemd en in 1540 Faerdt. Op de kaart van Schotanus uit 1684 heette de buurtschap Vaarde Buiren. Vanaf de negentiende eeuw werd de plaats officieel Vaardeburen genoemd, totdat eind twintigste eeuw de naam Farebuorren op de komborden verscheen.
Van de eerst bekende naam is het deel Oeffaerdra het oudst. Het eerste element daarvan verwijst mogelijk naar de persoonsnaam Offe, het tweede is gerelateerd aan werth (wierde). Het tweede deel buren is vermoedelijk in de 15e eeuw toegevoegd om duidelijk te maken dat de plaats niet werkelijk een dorp was.
Steden, dorpen en gehuchten: Aalsum · Anjum · Augsbuurt · Birdaard · Blija · Bornwird · Brantgum · Burum · Dokkum · Ee · Engwierum · Ferwerd · Foudgum · Genum · Hallum · Hantum · Hantumeruitburen · Hantumhuizen · Hiaure · Hogebeintum · Holwerd · Janum · Jislum · Jouswier · Kollum · Kollumerpomp · Kollumerzwaag · Lichtaard · Lioessens · Marrum · Metslawier · Munnekezijl · Moddergat · Morra · Nes · Niawier · Oosternijkerk · Oostmahorn · Oostrum · Oudwoude · Paesens · Raard · Reitsum · Ternaard · Triemen · Veenklooster · Waaxens · Wanswerd · Warfstermolen · Westergeest · Wetsens · Wierum · Zwagerbosch

Buurtschappen: Abbewier · Bartlehiem (deels) · Beintemahuis · Betterwird · Bollingawier · Bonte Hond · Bornwirdhuizen · Boteburen · Brandeburen · De Dellen · De Keegen · De Kolk · De Leegte · De Rijp · De Wirden · De Schans · Dijkshorne · Dokkumer Nieuwe Zijlen · Drieboerehuizen · Ezumazijl · Groot Medhuizen · Halfweg · Hallumerhoek · Hanenburg · Hantumerhoek · Huis ter Noord · Kettingwier · Klein Medhuizen · Kletterbuurt · Kollumeroudzijl · Krabburen · Laagland · Lutkewier · Molenbuurt · Nieuwland · Oudeterp · Oudwouderzijlen · Reidswal · Scharnehuizen · Stiem · Teerd · Teijeburen · Tergracht (deels) · Ter Lune · Tibma · Tilburen · Tiltjeburen · Vaardeburen · Veldburen · Vijfhuizen (Hallum) · Vijfhuizen (Ternaard) · Visbuurt · Weerdeburen · Westerburen · Westernijkerk · Wie · Wijgeest · Zevenhuizen

Streken: 't Schoor · Galilea · It Paradyske · Lutkelaard · Sibrandahuis · Steenharst · Steenvak · Wildpad (deels) · Zandbulten · Zwagerveen

Friesland: Steden en dorpen      Nederland: Provincies · Gemeenten